# Ion C. Vissarion
Ion (Iancu) C. Vissarion (n. 2 februarie 1879, Costeștii din Vale, Dâmbovița, România – d. 5 noiembrie 1951, Costeștii din Vale, Dâmbovița, România)  a fost un scriitor român.

## Biografie
Tatăl său, Constantin Vissarion, era grec de origine și se ocupa cu negustoria, iar mama, Ilinca, era originară din satul Costești. Mama sa, Ilinca Buzescu, era urmașă a unuia dintre cei trei căpitani (Radu, Preda și Stroe Buzescu, cunoscuți în istorie drept frații Buzești) ai oștii lui Mihai Viteazu în luptele de apărare împotriva otomanilor. Strămoșul acesta al Ilincăi a fost Radu Buzescu. 
La vârsta de patru ani, Iancu Vissarion și-a pierdut mama, iar tatăl său s-a recăsătorit și a mai avut nouă copii. Se presupune că I. C. Vissarion a ales să-și scrie numele cu doi „s” pentru a-l deosebi de cel al fraților săi vitregi.
A fost un aprig susținător al lumii satului, „scriitor-țăran”, cum s-a autocaracterizat. După Răscoala Țărănească din 1907, tânărul I. C. Vissarion a fost arestat sub învinuirea de a se fi aflat în fruntea a câtorva mii de răsculați care mergeau dinspre satul Costeștii din Vale spre Titu. Ca participant la Răscoala Țărănească din 1907, a evocat cu dramatism înăbușirea sângeroasă a mișcărilor țărănești în romanul Răsculații (1910) și în drama socială Lupii (1914).
Vissarion a transfigurat și a pus în opera sa aproape tot ce s-a întâmplat în satul Costeștii din Vale în ultimul deceniu al secolului al XIX-lea și prima jumătate a secolului XX și a inventariat cu talent, în opera sa, aproape toată bogăția de vocabule, ziceri și porecle suculente și fără de asemănare ale oamenilor locului.
A fost un autodidact care, prin eforturi proprii și sfătuit de scriitori cunoscuți ai vremii, s-a dedicat scrierii unor întâmplări din viața satului. Și-a extins studiul și spre domenii noi precum matematica, fizica, chimia, aeronautica, căutând chiar noi surse de energie, scop în care a corespondat și cu Thomas Alva Edison.
Grație lui Vissarion, între cele două războaie mondiale la Costeștii din Vale au fost organizate întâlniri și conferințe pe teme diverse, a celor mai importanți scriitori și oameni politici ai vremii, de la Ion Gheorghe Duca, Liviu Rebreanu și doctorul Constantin I. Istrati, până la Alexandru Vlahuță, N. D. Cocea, Mihail Sadoveanu, Ion Mihalache, Barbu Ștefănescu Delavrancea, Ioan Ciorănescu, Gala Galaction și Tudor Arghezi.

## Premii
- 1919 - Premiul Adamachi al Academiei Române pentru volumul "Florica și alte nuvele".[5]

## Volume publicate
- Ion C. Vissarion: Privighetoarea neagră, Editura Minerva, 1916
- I. C. Vissarion: Sub călcâi vol. I, Editura Cartea Românească, 1920
- I. C. Vissarion: BER-CĂCIULĂ Povestiri, Ed. a II-a; Cuprins: Ber-Căciulă; Ion-Cepeleac; Vițeii Domnului (Pildă); Mătușa Dana; Zapis-Împărat; Ion Istețul (Poveste); Editura Cartea Românească, 1923
- I. C. Vissarion: Lumea cealaltă, Editura Cultura Românească, 1929
- Ion C. Vissarion: Schițe și nuvele, 132 pagini, Editura Tineretului, 1954
- Ion C. Vissarion: Lupii, Editura de Stat pentru Literatura și Artă, 1957
- Ion C. Vissarion: Scrieri alese, 176 pagini, Editura de Stat pentru Literatură și Artă, 1959
- Ion C. Vissarion: Scrieri alese vol. I, Editura Minerva, 1983
- Ion C. Vissarion: Scrieri alese vol. II, Editura Minerva, 1985

## Casa memorială
Casa Memorială I. C. Vissarion se află în casa care a aparținut scriitorului din satul de baștină, situată pe o uliță care acum îi poartă numele. În casă sunt reconstituite camera de lucru a scriitorului, cu mobilierul modest și o bibliotecă în care se află, alături de manuscrise și corespondență, aproape toate volumele apărute sub semnătura sa. A fost declarată monument istoric sub cod LMI DB-IV-m-B-17810 și denumirea Casa scriitorului I.C. Vissarion.
Mormântul său, aflat în cimitirul satului Costeștii din Vale, a fost și el declarat monument istoric sub cod LMI DB-IV-m-B-17811 și denumirea Mormântul scriitorului I.C. Vissarion 1955.

## In memoriam
- La Muzeul Scriitorilor Târgovișteni se află portretul în ulei a lui I. C. Vissarion, realizat de Vasile Blendea.[6]
- În noiembrie 1996, bibliotecii comunale din Costeștii din Vale i se atribuie numele „I. C. Vissarion”.[7]
- Un liceu din Titu îi poartă numele: Liceul Teoretic „Iancu C. Vissarion”[8].